# Рукавцов, Андрей Александрович
Андрей Александрович Рукавцов (род. 25 мая 1990) — российский легкоатлет, специализирующаяся в беге на 1500 метров. Двукратный бронзовый призёр чемпионата России по эстафетному бегу в дисциплинах эстафета 4×800 метров и эстафета 4×1500 метров в составе сборной команды Челябинской области (17—19 сентября 2010 года). 
Мастер спорта России (Приказ Минспорта РФ от 20.05.2013 № 54-нг)